# Jaś i Małgosia (skała)

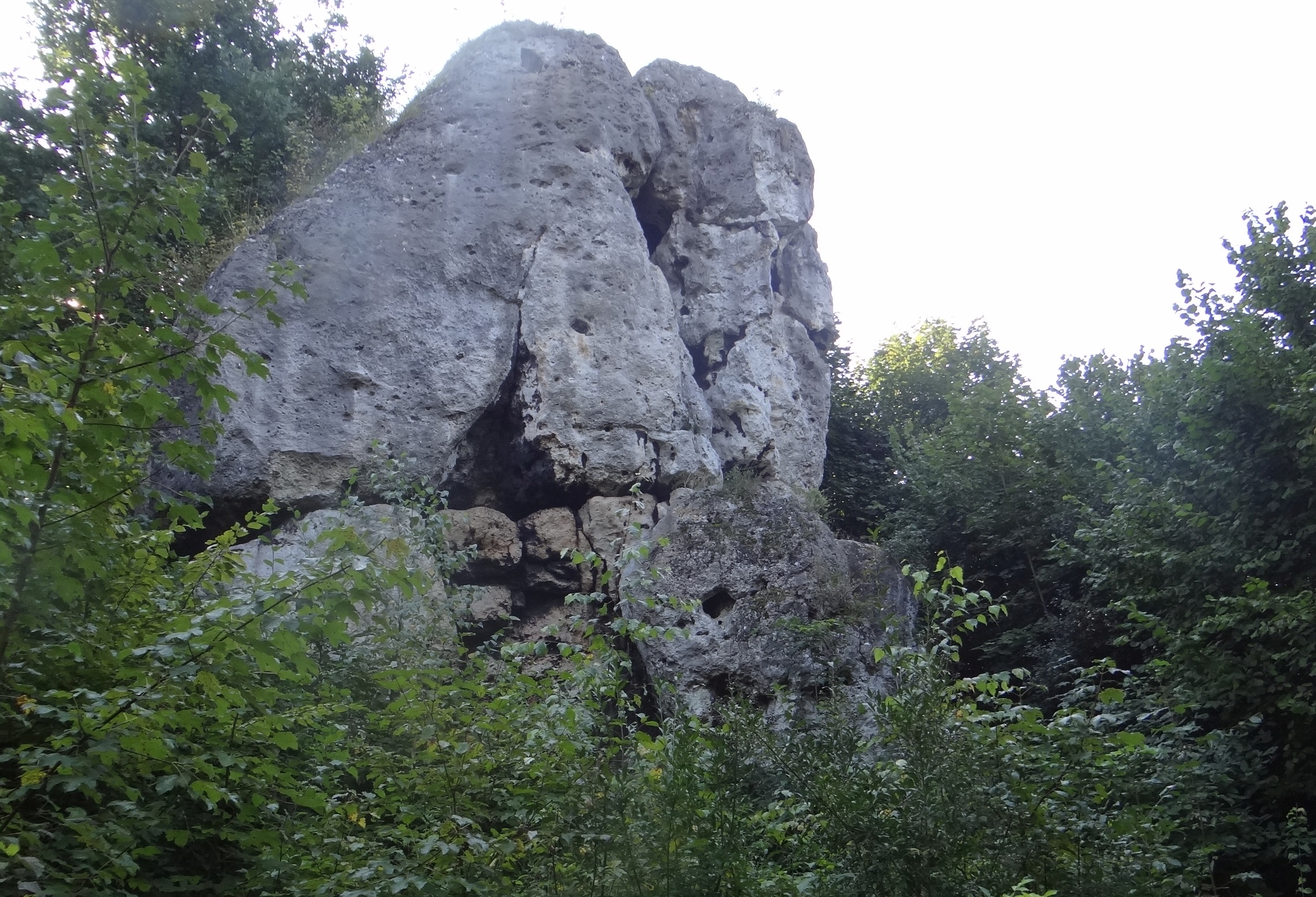

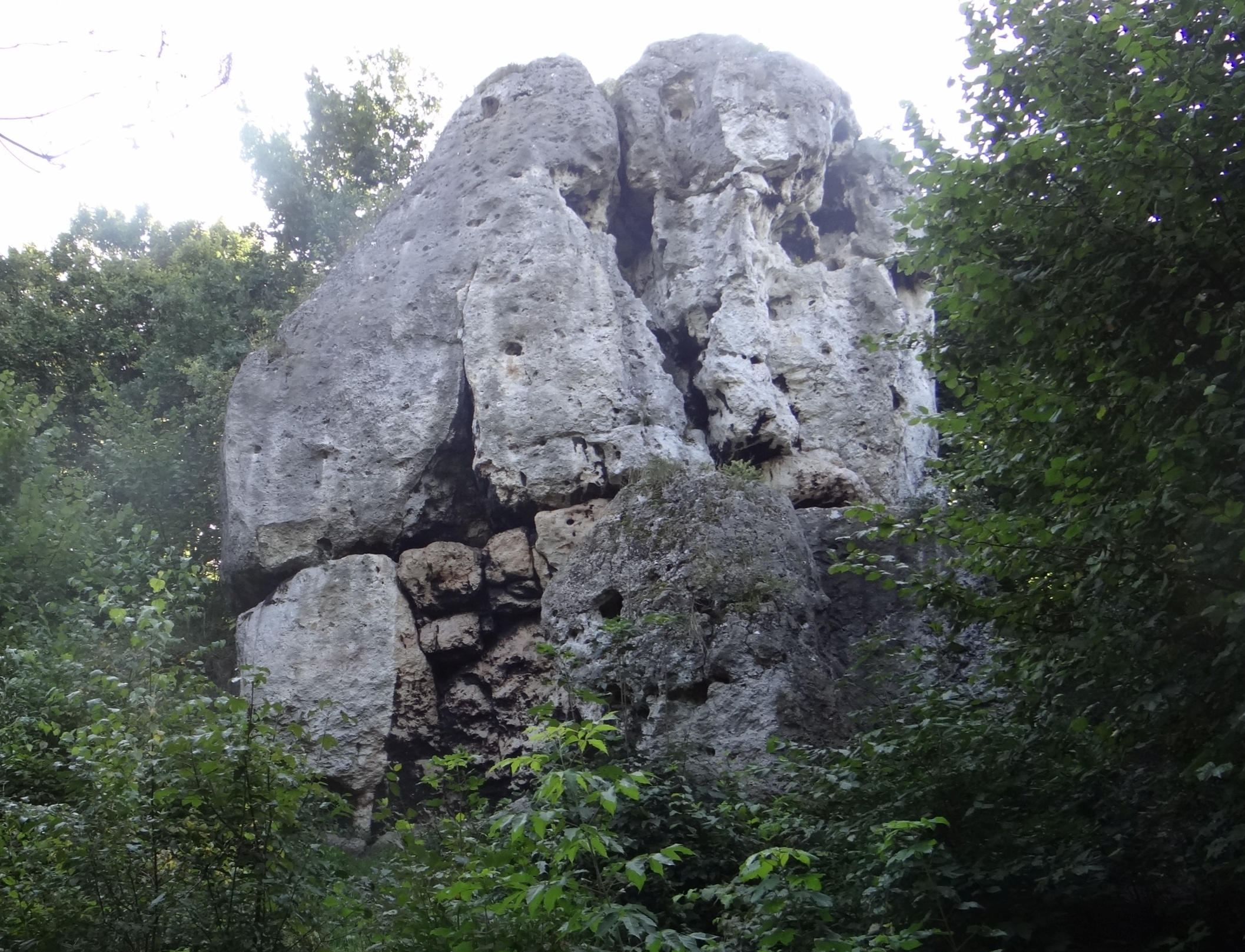

Jaś i Małgosia – dwie skały w należącym do Częstochowy osiedlu Mirów. Znajdują się na prawym brzegu rzeki Warta, tuż za tapicerskim zakładem produkcyjnym. Dojść do nich można ul. Mstowską, skręcając na lewo przez bramę tego zakładu i idąc drogą w kierunku rzeki. Jedna ze skał znajduje się po prawej stronie tej drogi, druga, mniejsza, w tym samym zagajniku, wyżej i dalej i dalej. Na mapie Geoportalu skały opisane są jako Balikowa Skała. Znajdują się na Równinie Janowskiej w obrębie Wyżyny Częstochowskiej.
Jaś i Małgosia to jedna z dwu grup skał tzw. Bramy Mirowskiej (z drugiej strony rzeki jest skała Mirów nad Wartą). Skały Jaś i Małgosia mają wysokość 12 m i uprawiana jest na nich wspinaczka skalna. Jest 12 dróg wspinaczkowych o trudności od IV do VI.2 w skali Kurtyki. Wszystkie mają zamontowane stałe punkty asekuracyjne: ringi i stanowiska zjazdowe.
1. Jaś; VI.1, 4r + st
2. Fasola po bretońsku; VI.2, 6r + st
3. Trójkąt Bermudzki; VI.1, 4r + st
4. Małgoś; VI, 4r + st
5. Agrest; V+, 4r + st
6. Szpara; IV, 4r + st
7. Ale rura; IV+, 4r + st
8. Z biegiem rzeki; V+, 4r + st
9. Elen; V, 4r + st
10. Waldi; IV+, 5r + st
11. To nie Bobolice; V+, 3r
12. Wywiad w skale; VI, 3r[1].

W większej i położonej bliżej rzeki skale Jasia i Małgosi znajduje się Schronisko w Skale Jaś i Małgosia.